# Цинхокаїн
Цинхокаїн (МНН/BAN) або Совкаїн, Дибукаїн (USAN) є амідним місцевим анестетиком. Один із найпотужніших та токсичних серед місцевих анестетиків тривалої дії, сучасне застосування цинхокаїну, як правило, обмежується спинальною та місцевою анестезією.

## Медичне використання
Цинхокаїн є активним інгредієнтом деяких місцевих кремів від геморою, таких як Проктоседил. Він також є компонентом ветеринарного препарату Сомулоза, що використовується для евтаназії коней та великої рогатої худоби.
Цинхокаїн є одним із найтоксичніших місцевих анестетиків.

## Фізичні властивості
Цинхокаїн відносно не розчинний у лужних водних розчинах.

## Синоніми
Оптокаїн, Перкаїн, Цинкаїн

### Торговельні марки
Cincain, Nupercainal, Nupercaine, Sovcaine

### Комібіновані
Proctol, Proctosedyl, Амілар IC, Декатилен, Деквадол, Ларитилен, Ультрапрокт